# Maria Augusta Lundgren
Augusta Maria Lundgren, född 27 november 1857, död 21 december 1940, var en varumärkegranskare vid patentbyrån 1896–1924. 
Hon arbetade som telegrafist 1874–1896, biträde hos Kungliga Patentbyrån 1885–1896 och tjänsteman av 1:a 
lönegraden hos Kungliga Patent- och Registreringsverket sedan 1896. Hon var den enda kvinnan som var med vid verksamhetens start.